# كيفن ويليامسون
كيفن ويليامسون (بالإنجليزية: Kevin Williamson) هو سباح أيرلندي، ولد في 18 يناير 1959.

## روابط خارجية
- كيفن ويليامسون على موقع الاتحاد الدولي للسباحة (الإنجليزية)
- كيفن ويليامسون على موقع SwimRankings.net (الإنجليزية)
- كيفن ويليامسون على موقع اللجنة الأولمبية الدولية (الإنجليزية)
- كيفن ويليامسون على موقع أوليمبيديا (الإنجليزية)